# Gaguik II d'Armènia
Gaguik II (en armeni Գագիկ Բ) va ser el darrer rei d'Armènia al Gugarq i Shirak (Aní) de l'any 1040 al 1045. Formava part de la família armènia dels Bagràtides.
L'any 1039 o 1040 va succeir al seu pare Asoci IV el Valent com a rei de Gugarq. El 1040 (o 1041) va tractar de succeir al seu oncle Joan-Simbaci d'Aní a la regió de Shirak. L'emperador romà d'Orient Miquel V el Calafat va reclamar el regne en virtut del testament de Joan-Simbaci del 1022, en què el va llegar el regne a la seva mort a l'Imperi Romà d'Orient.
El vestiari de la cort d'Aní, Sargis, de la família reial de Siunia, conspirava per prendre el poder per manca d'hereu, però Bahram Pahlavuní i trenta nobles (Nakharar) més no ho van acceptar. Sargis s'havia fet amb el domini d'Aní aprofitant el buit, però els nobles de Pahlavuní van proclamar a Gaguik II al qual van fer entrar en secret a Aní. Sargis va fugir a la fortalesa de Surb Mariam però va ser fet presoner.

## Pressions de l'Imperi Romà d'Orient
Als voltants del 1042 els romans d'Orient van enviar un exèrcit a assetjar Aní, però els armenis els van atacar i els van rebutjar. Llavors els nakharark encapçalats per Bahram Pahlavuní i el patriarca Petros van consagrar rei a Gaguik II. En els següents dos anys va reforçar l'exèrcit i va combatre contra bandes turques a les quals almenys un cop Gregori Pahlavuní (conegut com a Gregori Magistros) nebot de Bahram, va derrotar a prop de Bedjni a la riba del riu Huradzan.
L'any 1043 Bahram va iniciar converses amb el nou emperador romà d'Orient Constantí IX Monòmac. Gaguik II va oferir-se com a vassall (δοῡλος 'doulos', literalment 'servent', 'esclau') de l'emperador, però els romans d'Orient no van acceptar i van preparar una nova expedició que van encarregar a l'arcont d'Ibèria, Miquel Iasites, però va fracassar davant de la resistència armènia. Llavors els romans d'Orient es van aliar a Abul Uswar de Dvin al qual el paracemomen Nicolau (encarregat de la conquesta d'Aní) va demanar atacar Aní a canvi de diners i dignitats però l'emir va demanar la possessió dels territoris que conquerís i finalment l'emperador ho va acceptar per un crisòbul segellat amb la gran butlla d'or reservada als caps d'estat aliats. Abul Uswar va atacar Shirak i va conquistar algunes fortaleses i viles (1044).
L'exvestiari Sargis, que havia estat alliberat pel rei, va ser cridat per aquest per aconsellar-lo. Sargis volia venjar-se i no va tardar a difamar a Gregori Pahlavuní (Gregori Magistros) que va ser destituït i va exiliar-se a l'Imperi Romà d'Orient, on va obtenir aviat el títol de magistros pel que és conegut. Després Sargis va escriure a l'emperador per preparar un parany contra Gaguik.
L'emperador va escriure a Gaguik i li va oferir que l'anés a veure i que li conservaria el regne però seria possessió romana d'Orient. L'emperador oferia també tornar les claus de la ciutat que el patriarca Petros havia entregat a Constantinoble l'any 1022). El rei el va creure i quan va arribar a Constantinoble va ser ben rebut i tractat amb consideració però ja no va poder tornar. A Aní el poble es negava a rendir-se a l'eunuc Nikolaos. Van fer una sortida que va derrotar les forces romanes d'Orient a l'hivern del 1044 al 1045, i els romans d'Orient van anar a passar aquell hivern a Olti al Taik.

### Exili a Constantinoble
Els nakharark comprenent que Gaguik no podria tornar, van pensar en donar la corona al bagràtida David Anholin de Lorí o a l'emir de Dvin, Abul Uswar, casat amb una germana de David Anholin, i fins i tot a Bagrat IV de Geòrgia. En canvi ningú va pensar en el bagràtida Gaguik Abas rei de Kars. El patriarca Petros no aprovava cap dels tres candidats i finalment va acordar l'entrega de la ciutat i altres fortaleses als romans d'Orient, cosa que es va produir el 1045. Algunes fonts diuen que Sargis, encarregat pel rei en la seva absència, del govern de la ciutat, va ser qui la va entregar amb l'autorització del patriarca. Finalment el rei, gairebé un presoner, va haver de confirmar la cessió i va obtenir el títol de magistros, el palau de Galane a Constantinoble, i terres a Capadòcia als temes de Carsiànon i Licandos (dominis de Kalonpeghat i de Pizu).
Miquel Iasites, duc d'Ibèria va ser l'encarregat del govern d'Aní, i va fer tornar a l'emir de Dvin les fortaleses que ocupava i que els romans d'Orient havien solemnement promès que podria conservar. Però no solament això sinó que van atacar Dvin que esperaven ocupar. Però Abul Uswar els va preparar un parany i desenes d'arquers amagats a les vinyes de la rodalia van destruir l'exèrcit grec. En aquestes lluites dirigides per l'arcont Iasites i el magister Constantí l'alà van morir Bahram Pahlavuní i el seu fill Grigor. El parakimomene Nikolaos va ser informat de la desfeta a finals de l'any 1045. Miguel Iasites va ser substituït al govern d'Aní per Katakalon Kekaumenos, i Nikolaos per un oficial d'origen àrab, el gran heteriarca l'eunuc Constantí. El nou governador va enviar al patriarca Petros a Ardzen, al nord de Teodosiòpolis i més tard va ser tancat a una fortalesa (Seavqar = La Roca Negra) junt amb el seu nebot i futur patriarca Khatshik, per ser finalment portats a Constantinoble davant l'emperador.

### Últims reconeixements i mort
Sargis va passar al servei de Bagrat IV de Geòrgia al que va entregar 9 fortaleses. L'hivern del 1046-1047 els romans d'Orient van tornar a atacar Dvin sense èxit, però van conquerir les fortaleses que abans havien estat d'Aní: Sourb Mariam, Ampier o Anberd, Hagios Gregorios i Khelidonion (probablement la ciutadella d'Erevan). Gaguik II va viure a la Capadòcia, i li va ser reconegut el seu títol pels reis de Sebaste i el de Tzamandos com al seu superior feudal. Cap a l'any 1066 va viatjar a territori selèucida buscant restablir la independència sota protecció d'Alp Arslan, però no va arribar a concretar res. Un dia quan tornava d'un viatge a Tarse va parar a la fortalesa de Kizistara o Kyzistra on els governadors romans d'Orient (tres germans anomenats els fills de Mandaléo o Pantaleó) el van assassinar. Això va passar entre els anys 1077 i 1080.
Va deixar dos fills, Hovhannes (mort cap al 1080) i David, que es va casar amb una filla d'un príncep Arzeruni de nom Abdelgharib fill de Hasan que havia rebut en feu la vila de Tarse.
El fill de Hovhannes, Asoci, va anar a Aní cap a l'any 1080 i es va fer investir com a governador de la ciutat per Manutsher, fill i successor del governador xaddàdida Fadlun ben Abul Aswar, però els auxiliars de Manutsher el van enverinar.